# Križ na Trovru
Križ na Trovru je križ na vrhu Trovra.
Postavljen je 21. prosinca 2000. godine. Potporu su mješanima dali Matko Raos i don Ljubo Pavić, koji su križ postavili pomoću helikoptera HV-a. Križ je visine 7,5 metara i napravljen je od prokroma. Podno križa je ploča od bračkog kamena s 10 Božjih zapovijedi. Na križu je Kristov korpus. Povod postavljanja bila je godina Velikoga jubileja, 2000 godina kršćanstva, 130 godina crkve u Rogotinu, peta obljetnica pobjede u Domovinskome ratu i svima poginulima za Hrvatsku. Rogotinjani su izgradili put do vrha brda, posluživši se djelimice postojećim putem iz Drugoga svjetskog rata. Na putu su napravili 14 postaja Križnoga puta (don Ivan Vrdoljak). 2012. godine na križ je postavljen korpus (don Tihomir Jurčić). Križ je blagoslovio rogotinski župnik don Darko Jerković.

## Vanjske poveznice
- 12 07 20 trovro raspelo  kanal Portala Rogotina na Facebooku
- PRISJEĆANJE KROZ POVIJESNE FOTOGRAFIJE: Pogledajte postavljanje 7,5 metarskog križa na rogotinskom Trovru   Portal Rogotin. 22. prosinca 2019.